# Le Tourbillon des jours
Le Tourbillon des jours est une mini-série française en 6 épisodes de 52 minutes, adaptée par Claude Caron d'après l'œuvre romanesque de Denyse Vautrin, réalisée par Jacques Doniol-Valcroze et diffusée à partir du 16 mars 1979 sur Antenne 2 chaque vendredi à 20h35.

## Synopsis
La romantique Louise, en cette fin du dix-neuvième siècle, est la seule survivante de la famille des comtes de Vallas, durement touchée par une succession de décès dus notamment à diverses maladies. Le château de Vallas dont la jeune femme reste l’unique propriétaire est une majestueuse propriété au parc vallonné située au cœur du Poitou. Accablée par la solitude et une santé fragile, la jeune femme regarde passer les années. Un jour, dans l’immense parc du château, elle rencontre le jeune et rustre Germain Vannier. Elle en tombe rapidement amoureuse, et cette soudaine passion lui redonne goût à la vie. Mais bientôt, la jeune et fière Charlotte, protégée de Louise, fait son apparition dans la douce quiétude du château de Vallas, et fait tourner la tête de Germain.

## Commentaires
La mini-série eut un succès notable lors de sa première diffusion, avec 44% d'audience sur Antenne 2. L'histoire est une adaptation des œuvres romantiques de Denyse Vautrin Les noces de Corrèze et L'heure d'été.

## Distribution
- Yolande Folliot : Charlotte
- Niels Arestrup : Germain
- Anny Romand : Louise
- Louison Roblin : Félicie
- Yvon Sarray : Le docteur Salagnac
- Catherine Lecocq : Ernestine
- Dorothée Jemma : Mélanie
- Alain Claessens : Prosper
- Pierre Risch : Le notaire Baluze
- Sébastien Floche : Le curé
- Marius Balbinot : Grignon
- Gisèle Grimm : Mme de Beaupin
- Gérard Lartigau : Antoine
- Patrice Alexsandre : René Costes
- René Havard : Hermont
- Catherine Rouvel : Loulette
- Michel Vitold : L'avocat
- Nelly Borgeaud : Narratrice
- Anne-Marie Coffinet
- Jean-Pierre Andréani : Maxime
- Patricia Lesieur : Madeleine Chaumont
- Catherine Allary : Mme Seignot
- Mathé Souverbie : Mme Lecuyer
- Carole Lange : Marie
- Jacques Buron

## Fiche technique
- Scénario et dialogues : Claude Caron et Jacques Doniol-Valcroze d'après l'œuvre de Denyse Vautrin
- Réalisation : Jacques Doniol-Valcroze
- Assistant-réalisateur : Nicole Mollion

### DVD
- Le Tourbillon des jours - Intégrale en DVD de 2 disques (14 mai 2008, Koba Films) ASIN B0013TMSYI